# 상대위험도

치료를 받은 집단과 그렇지 않은 집단을 나타낸 그림. 치료를 받은 왼쪽 집단은 부정적인 결과(검은색)가 나타날 가능성이 받지 않은 오른쪽 집단에 비해 더 적었으며, 그 상대위험도(RR)는 4/8 = 0.5이다.

상대 위험도(相對危險度; 영어: relative risk, RR) 또는 위험비(危險比; 영어: risk ratio)는 노출군(exposed gorup)과 비노출군(unexposed group) 사이의 발생률의 비율(ratio)이다. 위험차(risk difference), 오즈비와 함께 상대위험도는 노출 여부와 결과 간의 관련성을 나타내는 척도이다.

사례 대조 연구는 후향적(retrospective)이며, 따라서 회상 편향(recall bias)이 발생하기 쉽다. 특정 질병이 발병한 실험군과 발병하지 않은 대조군에 대해 과거에 발병한 질병을 연구한다. 전체 모집단에서의 질병 발병률을 직접 계산할 수 없고 승산비(OR)를 사용하여 노출과 질병 사이의 연관성에 대해 연구한다.
코호트 연구는 대부분 전향적 코호트 연구이며 대부분 상대위험도(RR)를 사용한다.(후향적 코호트 연구를 하거나, OR을 사용할 수도 있음.) 시간과 비용이 많이 들며, 희귀병 등 발생 빈도가 적은 사건의 연구에는 쓸 수 없다. 특정 환경에 노출된 실험군과 노출되지 않은 대조군에 대해 노출과 미래에 발병할 질병의 위험도에 대해 연구한다. 질병 발생률을 직접 측정할 수 있으므로 상대위험도를 사용하여 노출과 질병 간의 위험도를 비교한다.
발생 빈도가 적은 사건의 경우 OR과 RR이 거의 비슷해져서 RR 대신 OR을 사용할 수 있다. 그러나 발생률이 높아지면 OR의 수치는 RR에 비해 과장된다. 사례 대조 연구에서는 전체 모집단에서의 질병 발생률을 직접 측정할 수 없기 때문에, RR을 계산할 수 없다. 그래서 대신 OR을 사용한다.

## 통계적 이용과 의미
상대위험도는 생태학 연구, 코호트 연구, 의학 연구 등에서 나온 자료를 통계적으로 분석할 때, 노출(치료 또는 위험 인자) 여부와 결과 간의 관련성의 강도를 추정하기 위해 이용된다. 수학적으로 상대위험도는 노출군에서의 발생률 {\displaystyle I_{e}}를 비노출군의 발생률 {\displaystyle I_{u}}로 나눈 값이다. 따라서 상대위험도는 치료를 받았을 때 부정적 결과의 위험을 치료를 받지 않았을 때 (또는 대조군) 위험과 비교하기 위해 사용된다. 또는 환경적인 위험 인자가 있을 때와 없을 때를 비교하기 위해서도 쓰인다. 예를 들어 혈전색전증 발생에 아픽사반이라는 약물이 미치는 영향을 조사한 연구에서는 플라시보 치료를 받은 환자의 8.8%가 질환에 걸렸으나 약물 치료를 받은 환자는 1.7%에서만 질환이 발생했다. 따라서 상대위험도는 1.7/8/8 = 0.19로, 아픽사반 치료를 받은 환자는 플라시보 치료를 받은 환자에 비해 19%만 질병에 걸렸다고 할 수 있다. 이 경우 아픽사반은 질병의 위험을 감소시켰으므로 위험 인자가 아닌 보호 인자이다.
노출 여부와 결과 간의 관계를 추정할 때 상대위험도의 값에 따라 다음과 같이 해석할 수 있다.
- RR = 1이면 노출이 결과에 영향을 미치지 않았다는 뜻이다.
- RR < 1이면 노출에 의해 결과가 발생할 위험이 줄어들었다는 것이므로, 노출은 결과에 대한 보호 인자이다.
- RR > 1이면 노출에 의해 결과가 발생할 위험이 늘어났다는 것이므로, 노출은 결과에 대한 위험 인자이다.

그러나 늘 그렇듯 상관관계가 인과관계를 의미하지는 않는다. 인과관계가 뒤집혀 있거나, 노출과 결과가 모두 공통적인 교란변수에 의해 발생했을 수 있다. 가령 병원에서 암에 걸릴 위험과 집에서 암에 걸릴 위험을 비교할 경우 상대위험도는 당연히 1보다 커지는데, 이는 암에 걸렸을 경우 환자가 증상을 느끼고 병원에 올 것이기 때문이다. 또한 흡연자 기침(smoker's cough) 소견을 보일 때와 보이지 않을 때의 폐암 위험을 비교한다면 상대위험도는 1보다 클 것이다. 그러나 이는 단지 공통의 교란변수인 흡연에 의해 기침과 폐암이 모두 발생하기 때문이지, 기침으로 인해 폐암이 생긴다고 볼 수는 없다.

## 기록에서의 사용
상대위험도는 무작위 조절시험의 결과를 나타내기 위해 흔히 사용된다. 절대위험도나 위험차와 같이 절대적인 척도 없이 상대위험도로만 결과를 나타낼 경우 문제가 될 수도 있다. 발생률 자체가 낮은 경우 상대위험도가 크거나 작아도 별다른 큰 의미가 없을 수도 있으며, 공중보건에 미치는 효과의 중요성이 과대평가될 수 있다. 비슷한 이유로 발생률 자체가 높은 경우 상대위험도 값이 1에 가까워도 여전히 중요한 의미가 있을 수 있으며, 중요성을 과소평가하게 될 수 있다. 따라서 절대적인 척도와 상대적인 척도 모두를 사용하는 것이 권장된다.

## 추론
2×2 분할표를 이용해 상대위험도를 알아낼 수 있다.
|                   | Group      | Group |
| Intervention (I)  | 대조군 (C) |       |
| ----------------- | ---------- | ----- |
| 발생함 (E)        | IE         | CE    |
| 발생하지 않음 (N) | IN         | CN    |

상대위험도의 점추정값은 다음과 같다.
{\displaystyle RR={\frac {IE/(IE+IN)}{CE/(CE+CN)}}={\frac {IE(CE+CN)}{CE(IE+IN)}}}
{\displaystyle \log(RR)}의 표본분포는 RR의 분포보다 평균에 가깝다. 이때 {\displaystyle \log(RR)}의 표준오차는 다음과 같다.
{\displaystyle SE(\log(RR))={\sqrt {{\frac {IN}{IE(IE+IN)}}+{\frac {CN}{CE(CE+CN)}}}}}
{\displaystyle \log(RR)}의 {\displaystyle 1-\alpha } 신뢰구간은 다음과 같다.
{\displaystyle CI_{1-\alpha }(\log(RR))=\log(RR)\pm SE(\log(RR))\times z_{\alpha }}
이때 {\displaystyle z_{\alpha }}은 주어진 유의성 수준에서의 표준점수이다. RR 자체의 신뢰구간을 찾기 위해 위 신뢰구간의 양쪽 경계값을 거듭제곱할 수 있다.
회귀 모델에서 노출 여부는 일반적으로 위험에 영향을 미치는 다른 인자들과 함께 가변수로 포함된다. 상대위험도는 설명변수(독립변수)의 표본값의 평균에 대해 계산되어 보고된다.

## 같이 보기
- 기저율 오류
- 코호트 연구
- 사례 대조 연구
- 승산비